# Rhododendron leptanthum
Rhododendron leptanthum är en ljungväxtart som beskrevs av Ferdinand von Mueller. Rhododendron leptanthum ingår i släktet rododendron, och familjen ljungväxter. Utöver nominatformen finns också underarten R. l. warianum.